# Santa María de Cayón
Santa María de Cayón – gmina w Hiszpanii, w prowincji Kantabria, w Kantabrii, o powierzchni 48,23 km². W 2011 roku gmina liczyła 9123 mieszkańców.